# Юріївка (Покровський район)
Юріївка (до 2016 року — ім. Воровського, Воровське, в 2016—2024 — Юр'ївка) — село Селидівської міської громади Покровського району Донецької області, в Україні. Населення становить 79 осіб.

## Назва
До 2016 року носило назву Воровське на честь В. В. Воровського. Під час декомунізації перейменоване на Юр'ївку. У 2024 році назва приведена до норм української мови — село перейменоване на Юріївку.

## Загальні відомості
Відстань до райцентру становить близько 20 км і проходить автошляхом Т 0515. З 24 листопада 2024 року село тимчасово окуповане російськими загарбниками.

## Транспорт
Селом проходить автомобільна дорога місцевого значення С050927 Пустинка — Юріївка — Новоолексіївка (5,3 км).

## Населення
За даними перепису 2001 року населення села становило 79 осіб, із них 93,67 % зазначили рідною мову українську та 6,33 % — російську.